# Lord gran almirante
El lord gran almirante (en inglés: Lord High Admiral) es jefe titular de la Marina Real británica.
El título tiene su origen en la Inglaterra del siglo XIV, como responsable político de la Marina, y existió en los periodos en los que el cargo era ejercido de forma individual, y no por la Junta del Almirantazgo, presidida por el primer lord del Almirantazgo. Es uno de los nueve grandes oficiales de Estado de Reino Unido.

## Historia
El cargo de almirante de Inglaterra (Admiral of England) fue creado en el siglo XV. El cargo era generalmente conocido como «lord gran almirante», y recaía en una única persona perteneciente a la nobleza de Inglaterra. En 1628, Carlos I creó la Junta del Almirantazgo (Board of Admiralty) y, con ella, el cargo de primer lord del Almirantazgo (First Lord of the Admiralty) como presidente de la Junta. Entre 1628 y 1709, el cargo existió dependiendo de la existencia en cada momento de una Junta del Almirantazgo. A partir de 1709, la existencia de la Junta fue casi permanente (el último lord gran almirante fue el futuro rey Guillermo IV, entre 1827 y 1828, antes de su ascenso al trono en 1830).
La Junta del Almirantazgo estaba formada por una serie de lores comisarios, que eran en todo caso una mezcla de almirantes (naval lords o sea lords) y civiles (civil lords), generalmente políticos. El presidente de la Junta, primer lord del Almirantazgo, era miembro del Gobierno del Reino Unido. Desde 1806, el cargo de primer lord del Almirantazgo recayó siempre en un civil, mientras que el principal cargo puramente militar pasó a llamarse primer lord del Mar (First Sea Lord), nombre que aún conserva.
En 1964, el Almirantazgo fue integrado en el Ministerio de Defensa. El 1 de abril de ese año se abolió la Junta de Almirantes y el título de lord gran almirante recayó de nuevo en la Corona (en la persona de Isabel II). La reina lo ostenta hasta 2011, año en el que lo cede a su esposo, el duque de Edimburgo, como regalo en su noventa cumpleaños. El duque  ostentó el título hasta su fallecimiento el 9 de abril de 2021. Tras su fallecimiento, el título lo permaneció vacante.

### Estado actual
Tras la muerte del príncipe Felipe en 2021, la identidad del titular del cargo se volvió oscura, debido a que no hubo ningún anuncio oficial sobre quien sería el titular de la dignidad. Se desconocía si el cargo de lord gran almirante había revertido a la Corona o si en aquel momento había quedado vacante, en cuyo caso permanecería como tal hasta que la reina lo asumiese o se lo otorgase a otra persona. Desde el Ministerio de Defensa se había confirmado que no tenían información sobre el tema, pero se sugirió que la reina Isabel II lo había retomado por derecho de la Corona.
Tras la muerte de la reina Isabel II en 2022, se informó que el cargo había pasado al rey Carlos III. Se entiende que el cargo lo ocupa el monarca (actualmente el rey Carlos III) por defecto y puede ser concedido a quien elija el soberano.